# Austria en la Copa Mundial de Fútbol de 1958
Austria es una de las 16 selecciones participantes en la Copa Mundial de Fútbol de 1958, la cual es su tercera participación en un mundial y la segunda de manera consecutiva.

## Clasificación

### Grupo 5
| Pos. | Equipo       | Pts. | PJ | G | E | P | GF | GC | Dif. | Clasificación           |     | AUT | NED | LUX |
| ---- | ------------ | ---- | -- | - | - | - | -- | -- | ---- | ----------------------- | --- | --- | --- | --- |
| 1    | Austria      | 10   | 4  | 3 | 1 | 0 | 14 | 3  | +11  | Clasifica a Suecia 1958 |     | —   | 3–2 | 7–0 |
| 2    | Países Bajos | 7    | 4  | 2 | 1 | 1 | 12 | 7  | +5   |                         |     | 1–1 | —   | 4–1 |
| 3    | Luxemburgo   | 0    | 4  | 0 | 0 | 4 | 3  | 19 | −16  |                         | 0–3 | 2–5 | —   |     |

 Fuente: 

## Jugadores
Estos fueron los 22 jugadores convocados para el torneo:

## Resultados
Austria fue eliminada en el grupo 4.
| País            | J | G | E | P | GF | GC | PTS |
| --------------- | - | - | - | - | -- | -- | --- |
| Brasil          | 3 | 2 | 1 | 0 | 5  | 0  | 5   |
| Unión Soviética | 3 | 1 | 1 | 1 | 4  | 4  | 3   |
| Inglaterra      | 3 | 0 | 3 | 0 | 4  | 4  | 3   |
| Austria         | 3 | 0 | 1 | 2 | 2  | 7  | 1   |

| 8 de junio de 1958 | Brasil                               | 3-0     | Austria | Rimnersvallen, Uddevalla                           |                                                    |
|                    | Altafini 38' 89' · Nílton Santos 49' | Reporte |         | Asistencia: 17 778 espectadores Árbitro(s): Guigue | Asistencia: 17 778 espectadores Árbitro(s): Guigue |

| 11 de junio de 1958 | Unión Soviética           | 2-0     | Austria | Ryavallen, Borås                                      |                                                       |
|                     | Ilyin 15' · V. Ivanov 63' | Reporte |         | Asistencia: 21 239 espectadores Árbitro(s): Jorgensen | Asistencia: 21 239 espectadores Árbitro(s): Jorgensen |

| 15 de junio de 1958 | Inglaterra             | 2-2     | Austria                 | Ryavallen, Borås                                       |                                                        |
|                     | Haynes 56' · Kevan 73' | Reporte | Koller 16' · Körner 70' | Asistencia: 15 872 espectadores Árbitro(s): Bronkhorst | Asistencia: 15 872 espectadores Árbitro(s): Bronkhorst |